# Grêmio Mangaratibense
Grêmio Mangaratibense é uma agremiação esportiva da cidade de Mangaratiba, no estado do Rio de Janeiro, fundada a 21 de janeiro de 2009. O clube é conhecido por ter revelado Deyverson.
Hoje o clube encontra-se licenciado desde 2015

## História
Criado em 2009, o clube é uma tentativa de revitalização do antigo Grêmio Olímpico Mangaratiba que tantas glórias concedeu ao município e que se encontra inativo desde 1991 por conta de seu falimento causado por inúmeras dívidas trabalhistas que somam mais de 60 mil reais, após a sua estada no Campeonato Estadual da Terceira Divisão de Profissionais do mesmo ano.
O biólogo Alexandre Garcia resolveu com a ajuda de desportistas abnegados e empresas locais refundar a agremiação com outra denominação para a volta ao profissionalismo em 2010. Para tanto, já foi efetuada a regularização junto à FFERJ para a disputa do próximo Campeonato Estadual da Série C do Rio de Janeiro.
O clube utiliza o mesmo uniforme do antigo Grêmio. Manda os seus jogos no Estádio Municipal José Maria de Brito Barros, de capacidade aproximada para 1.000 pessoas, que foi a antiga praça de esportes de seu predecessor na cidade.
No primeiro ano de participação no profissionalismo, o Grêmio Mangaratibense foi eliminado na primeira fase do Campeonato Estadual da Série C ao ficar na última posição de sua chave. Se classificaram no Grupo "A": Barra Mansa Futebol Clube, Kaiserburg Futebol Clube e Três Rios Futebol Clube.
Em 2011, o time se classifica à segunda fase em terceiro lugar no Grupo "B" ao ficar atrás de Queimados Futebol Clube e Duquecaxiense Futebol Clube. Na segunda fase se classifica na liderança do Grupo "H" seguido da Sociedade Esportiva de Búzios. Centro Esportivo Arraial do Cabo e Barcelona Esporte Clube são eliminados. Na terceira fase, a anterior às semifinais, a equipe acaba eliminada ao ser superada por América-TR e Juventus Futebol Clube. O Mangaratibense ficou em terceiro e o Búzios em último. 
Em 2012, na primeira fase, se classifica em quarto lugar no Grupo "B" atrás de São Pedro Atlético Clube, Serrano Foot Ball Club e América-TR. Na segunda fase participa do Grupo "G", que acaba liderado pelo Paduano Esporte Clube. O Mangaratibense é o segundo e também se habilita à terceira fase, a anterior às semifinais.  Bela Vista Futebol Clube e Tanguá Esporte e Cultura são eliminados. Na terceira fase integra o Grupo "J" e fica na lanterna da chave. Se classificam para as semifinais o Villa Rio Esporte Clube e América-TR. O São Gonçalo Esporte Clube também é eliminado da competição.
Ainda no mesmo ano é convidado a disputar pela primeira vez a Copa Rio integrando o Grupo "B" juntamente com Bonsucesso Futebol Clube, Olaria Atlético Clube, Angra dos Reis Esporte Clube e Madureira Esporte Clube.

### Primeira conquista
Em 22 de setembro de 2013, o Grêmio Mangaratibense se garante no Campeonato Carioca de Futebol de 2013 da Série B. O time da cidade de Mangaratiba venceu no Estádio da Praia do Saco o São Pedro por 2 a 1 - gols de Weliton e Igor para o time da casa - no tempo normal e goleiro Rafael se destaca na disputa por pênaltis defendendo quatro cobranças.
O presidente Alexandre Garcia destacou que o sentimento era o de dever cumprido. “Esses meninos são fantásticos, a comissão técnica foi perfeita e todo o grupo que trabalha nos bastidores e a diretoria está de parabéns. Só quem esteve junto com a gente desde o início do ano sabe das dificuldades que enfrentamos para hoje podermos comemorar. A ajuda dos parceiros foi fundamental para a concretização desse sonho. Sem a prefeitura da cidade, a câmara dos vereadores e a população do nosso lado, nada disso teria acontecido”, concluiu o presidente.

## Revelações
- Deyverson

1. ↑  «Brasileiro que ofuscou trio MSN no Camp Nou vendia salgados na rua e tentou ser pagodeiro». espn.com.br. 13 de setembro de 2016. Consultado em 3 de agosto de 2023
2. ↑  «Atacante revelado por time da Série C do Rio fecha com clube da elite da Espanha». extra.globo.com. 27 de julho de 2015. Consultado em 3 de agosto de 2023